# Henrik Adolph Brockenhuus-Schack
Henrik Adolph greve Brockenhuus-Schack (født Brockenhuus) (23. marts 1794 – 10. juli 1847) var en dansk godsejer.
Han var eneste søn af overhofmester Johan Ludvig Brockenhuus. I året 1822 blev han optaget i den danske grevestand som Brockenhuus-Schack, stamherre til Gram og Giesegård m. m., og denne familie har med navnet også bevaret slægtens våben i det grevelige våbens hjerteskjold. Han døde 10. juli 1847. I året 1822 ægtede han Margrethe von der Maase (23. april 1802 – 10. oktober 1836).